# Rallye Japan 2022

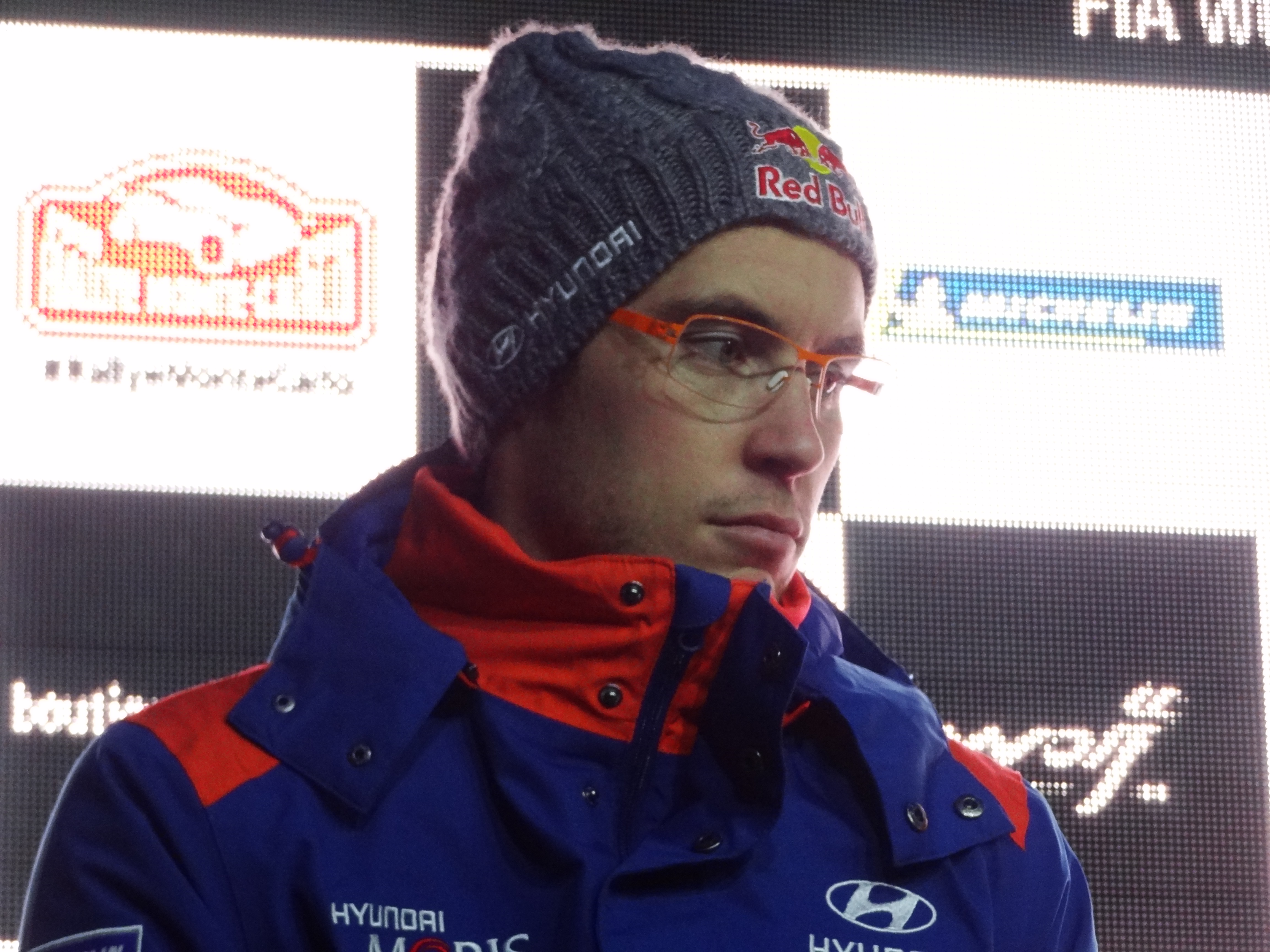
Thierry Neuville gewinnt die Rallye Japan 2022.

Die Rallye Japan (offiziell Forum8 Rally Japan 2022) war der 13. und letzte Lauf zur FIA-Rallye-Weltmeisterschaft 2022. Sie dauerte vom 10. bis zum 13. November 2022, von den 19 geplanten Wertungsprüfungen (WP) mussten drei abgesagt werden wegen Sicherheitsbedenken. 

## Bericht
Nach 12 Jahren Abstinenz in der Rallye-Weltmeisterschaft, fand 2022 wieder ein WM-Lauf statt in Japan. Am Freitag kämpften Elfyn Evans (Toyota), Thierry Neuville (Hyundai) und Kalle Rovanperä (Toyota) um die Spitze im Gesamtklassement. Evans ging mit drei Sekunden Vorsprung auf Neuville in den Samstag. Rovanperä verlor viel Zeit nach einem Ausrutscher und einem Reifenschaden. Evans lag ab der fünften bis zur elften WP vorne, danach übernahm Neuville die Spitze und gab diese nicht mehr ab. Evans hatte einen Reifenschaden in der 16. WP und fiel zurück, er kam schlussendlich als fünfter ins Ziel. Auf dem zweiten Podiumsplatz beendete Neuvilles Teamkollege Ott Tänak die Rallye, seine letzte für das Team von Hyundai. Bereits am Freitag fiel Dani Sordo aus. In der zweiten WP fing sein Hyundai Feuer und brannte vollständig aus. Die Ursache für den Brand ist ungeklärt, Fahrer und Beifahrer konnten das Auto unbeschadet verlassen. Zur Freude der zahlreichen Fans an der Strecke wurde der einheimische Takamoto Katsuta dritter. Somit war der Japaner auch der bestplatzierte Toyota-Fahrer. Unglücklich begann die Rallye für Craig Breen (M-Sport), der nach dem Rücktritt von Paul Nagel mit seinem neuen Beifahrer James Fulton unterwegs war. In der vierten WP am Freitag verbremste sich Breen, durchschlug eine Leitplanke und rutsche einen Abhang hinunter. Am Schlusstag konnte das Duo mit dem reparierten Ford Puma Rally1 die 18. und 19. Wertungsprüfung gewinnen.

## Klassifikationen

### WRC-Gesamtklassement
| Rang | Fahrer            | Co-Pilot         | Auto                   | Klasse   | Zeit      | Rückstand Sieger Rückstand V | Punkte + Power Stage |
| ---- | ----------------- | ---------------- | ---------------------- | -------- | --------- | ---------------------------- | -------------------- |
| WRC  |                   |                  |                        |          |           |                              |                      |
| 1    | Thierry Neuville  | Marijn Wydaeghe  | Hyundai i20 N Rally1   | WRC RC1  | 2:43:52.3 | 0:00.0                       | 25+2                 |
| 2    | Ott Tänak         | Martin Järveoja  | Hyundai i20 N Rally1   | WRC RC1  | 2:45:03.4 | 1:11.1                       | 18                   |
| 3    | Takamoto Katsuta  | Aaron Johnston   | Toyota GR Yaris Rally1 | WRC RC1  | 2:46:03.6 | 2:11.3 1:00.2                | 15                   |
| 4    | Sébastien Ogier   | Vincent Landais  | Toyota GR Yaris Rally1 | WRC RC1  | 2:46:15.9 | 2:23.6 0:12.3                | 12                   |
| 5    | Elfyn Evans       | Scott Martin     | Toyota GR Yaris Rally1 | WRC RC1  | 2:47:57.4 | 4:05.1 1:41.5                | 10                   |
| 6    | Gus Greensmith    | Jonas Andersson  | Ford Puma Rally1       | WRC RC1  | 2:47:59.7 | 4:07.4 0:02.3                | 8                    |
| 7    | Grégoire Munster  | Louis Louka      | Hyundai i20 N Rally2   | WRC2 RC2 | 2:51:43.1 | 7:50.8 3:43.4                | 6                    |
| 8    | Teemu Suninen     | Mikko Markkula   | Hyundai i20 N Rally2   | WRC2 RC2 | 2:52:04.7 | 8:12.4 0:21.6                | 4+3                  |
| 9    | Emil Lindholm     | Reeta Hämäläinen | Škoda Fabia Rally2 evo | WRC2 RC2 | 2:52:17.9 | 8:25.6 0:13.2                | 2                    |
| 10   | Heikki Kovalainen | Sae Kitagawa     | Škoda Fabia R5         | WRC2 RC2 | 2:52:52.1 | 8:59.8 0:34.2                | 1                    |

Insgesamt wurden 32 von 36 gemeldeten Fahrzeugen klassiert.

### WRC2
| Rang  | Fahrer           | Co-Pilot         | Auto                   | Klasse   | Zeit      | Rückstand Sieger Rückstand V | Punkte + Power Stage |
| ----- | ---------------- | ---------------- | ---------------------- | -------- | --------- | ---------------------------- | -------------------- |
| 1 (7) | Grégoire Munster | Louis Louka      | Hyundai i20 N Rally2   | WRC2 RC2 | 2:51:43.1 | 0:00.0                       | 25                   |
| 2 (8) | Teemu Suninen    | Mikko Markkula   | Hyundai i20 N Rally2   | WRC2 RC2 | 2:52:04.7 | 0:21.6                       | 18                   |
| 3 (9) | Emil Lindholm    | Reeta Hämäläinen | Škoda Fabia Rally2 evo | WRC2 RC2 | 2:52:17.9 | 0:34.8 0:13.2                | 15                   |

## Wertungsprüfungen
Zeitzone UTC+9
| Datum    | Zeit  | Nr.                                   | NameWRC                               | Länge                                 | Gewinner                                                                                | Co-Pilot                                                                         | Auto                                                                                                   | Zeit                                    | Leader           |
| -------- | ----- | ------------------------------------- | ------------------------------------- | ------------------------------------- | --------------------------------------------------------------------------------------- | -------------------------------------------------------------------------------- | --- | --------------------------------------- | ---------------- |
| 10. Nov. | 09:01 | —                                     | Kuragaike Park Reverse (Shakedown)    | 2,80 km                               | Thierry Neuville                                                                        | Marijn Wydaeghe                                                                  | Hyundai i20 N Rally1                                                                                   | 02:04.6                                 |                  |
| 10. Nov. | 17:38 | WP1                                   | Kuragaike Park                        | 2,75 km                               | Sébastien Ogier                                                                         | Vincent Landais                                                                  | Toyota GR Yaris Rally1                                                                                 | 02:07.0                                 | Sébastien Ogier  |
| 11. Nov. | 05:34 | Service Park Toyota-Stadium (15 Min.) | Service Park Toyota-Stadium (15 Min.) | Service Park Toyota-Stadium (15 Min.) | Service Park Toyota-Stadium (15 Min.)                                                   | Service Park Toyota-Stadium (15 Min.)                                            | Service Park Toyota-Stadium (15 Min.)                                                                  | Service Park Toyota-Stadium (15 Min.)   | Sébastien Ogier  |
| 11. Nov. | 07:02 | WP2                                   | Isegami's Tunnel 1                    | 23,29 km                              | Kalle Rovanperä                                                                         | Jonne Halttunen                                                                  | Toyota GR Yaris Rally1                                                                                 | 17:44.6                                 | Kalle Rovanperä  |
| 11. Nov. | 08:00 | WP3                                   | Inabu Dam 1                           | 19,38 km                              | abgesagt                                                                                | abgesagt                                                                         | abgesagt                                                                                               | abgesagt                                | Kalle Rovanperä  |
| 11. Nov. | 08:58 | WP4                                   | Shitara Town R 1                      | 22,44 km                              | Elfyn Evans                                                                             | Scott Martin                                                                     | Toyota GR Yaris Rally1                                                                                 | 14:23.3                                 | Thierry Neuville |
| 11. Nov. | 11:38 | Service Park Toyota-Stadium (40 Min.) | Service Park Toyota-Stadium (40 Min.) | Service Park Toyota-Stadium (40 Min.) | Service Park Toyota-Stadium (40 Min.)                                                   | Service Park Toyota-Stadium (40 Min.)                                            | Service Park Toyota-Stadium (40 Min.)                                                                  | Service Park Toyota-Stadium (40 Min.)   | Thierry Neuville |
| 11. Nov. | 13:31 | WP5                                   | Isegami's Tunnel 2                    | 23,29 km                              | Elfyn Evans                                                                             | Scott Martin                                                                     | Toyota GR Yaris Rally1                                                                                 | 10:38.0                                 | Elfyn Evans      |
| 11. Nov. | 14:29 | WP6                                   | Inabu Dam 2                           | 19,38 km                              | Kalle Rovanperä                                                                         | Jonne Halttunen                                                                  | Toyota GR Yaris Rally1                                                                                 | 12:18.9                                 | Elfyn Evans      |
| 11. Nov. | 15:27 | WP7                                   | Shitara Town R 2                      | 22,44 km                              | abgesagt                                                                                | abgesagt                                                                         | abgesagt                                                                                               | abgesagt                                | Elfyn Evans      |
| 11. Nov. | 18:07 | Service Park Toyota-Stadium (45 Min.) | Service Park Toyota-Stadium (45 Min.) | Service Park Toyota-Stadium (45 Min.) | Service Park Toyota-Stadium (45 Min.)                                                   | Service Park Toyota-Stadium (45 Min.)                                            | Service Park Toyota-Stadium (45 Min.)                                                                  | Service Park Toyota-Stadium (45 Min.)   | Elfyn Evans      |
| 12. Nov. | 05:54 | Service Park Toyota-Stadium (15 Min.) | Service Park Toyota-Stadium (15 Min.) | Service Park Toyota-Stadium (15 Min.) | Service Park Toyota-Stadium (15 Min.)                                                   | Service Park Toyota-Stadium (15 Min.)                                            | Service Park Toyota-Stadium (15 Min.)                                                                  | Service Park Toyota-Stadium (15 Min.)   | Elfyn Evans      |
| 12. Nov. | 07:07 | WP8                                   | Nukata Forest 1                       | 20,56 km                              | Elfyn Evans                                                                             | Scott Martin                                                                     | Toyota GR Yaris Rally1                                                                                 | 14:17.1                                 | Elfyn Evans      |
| 12. Nov. | 08:08 | WP9                                   | Lake Mikawako 1                       | 14,74 km                              | Sébastien Ogier                                                                         | Vincent Landais                                                                  | Toyota GR Yaris Rally1                                                                                 | 10:26.5                                 | Elfyn Evans      |
| 12. Nov. | 09:03 | WP10                                  | Shinshiro City                        | 7,08 km                               | Ott Tänak                                                                               | Martin Järveoja                                                                  | Hyundai i20 N Rally1                                                                                   | 03:31.5                                 | Elfyn Evans      |
| 12. Nov. | 10:59 | Service Park Toyota-Stadium (40 Min.) | Service Park Toyota-Stadium (40 Min.) | Service Park Toyota-Stadium (40 Min.) | Service Park Toyota-Stadium (40 Min.)                                                   | Service Park Toyota-Stadium (40 Min.)                                            | Service Park Toyota-Stadium (40 Min.)                                                                  | Service Park Toyota-Stadium (40 Min.)   | Elfyn Evans      |
| 12. Nov. | 12:37 | WP11                                  | Nukata Forest 2                       | 20,56 km                              | Sébastien Ogier                                                                         | Vincent Landais                                                                  | Toyota GR Yaris Rally1                                                                                 | 14:06.9                                 | Elfyn Evans      |
| 12. Nov. | 13:38 | WP12                                  | Lake Mikawako 2                       | 14,74 km                              | Sébastien Ogier                                                                         | Vincent Landais                                                                  | Toyota GR Yaris Rally1                                                                                 | 10:18.2                                 | Thierry Neuville |
| 12. Nov. | 15:36 | WP13                                  | Okazaki City 1                        | 1,40 km                               | abgesagt                                                                                | abgesagt                                                                         | abgesagt                                                                                               | abgesagt                                | Thierry Neuville |
| 12. Nov. | 15:49 | WP14                                  | Okazaki City 2                        | 1,40 km                               | Thierry Neuville                                                                        | Marijn Wydaeghe                                                                  | Hyundai i20 N Rally1                                                                                   | 01:18.8                                 | Thierry Neuville |
| 12. Nov. | 16:59 | Service Park Toyota-Stadium (45 Min.) | Service Park Toyota-Stadium (45 Min.) | Service Park Toyota-Stadium (45 Min.) | Service Park Toyota-Stadium (45 Min.)                                                   | Service Park Toyota-Stadium (45 Min.)                                            | Service Park Toyota-Stadium (45 Min.)                                                                  | Service Park Toyota-Stadium (45 Min.)   | Thierry Neuville |
| 13. Nov. | 06:44 | Service Park Toyota-Stadium (15 Min.) | Service Park Toyota-Stadium (15 Min.) | Service Park Toyota-Stadium (15 Min.) | Service Park Toyota-Stadium (15 Min.)                                                   | Service Park Toyota-Stadium (15 Min.)                                            | Service Park Toyota-Stadium (15 Min.)                                                                  | Service Park Toyota-Stadium (15 Min.)   | Thierry Neuville |
| 13. Nov. | 08:08 | WP15                                  | Asahi Kougen 1                        | 7,52 km                               | Elfyn Evans                                                                             | Scott Martin                                                                     | Toyota GR Yaris Rally1                                                                                 | 04:49.5                                 | Thierry Neuville |
| 13. Nov. | 09:12 | WP16                                  | Ena City 1                            | 21,59 km                              | Thierry Neuville                                                                        | Marijn Wydaeghe                                                                  | Hyundai i20 N Rally1                                                                                   | 15:38.7                                 | Thierry Neuville |
| 13. Nov. | 10:10 | WP17                                  | Nenoue Plateau                        | 11,60 km                              | Sébastien Ogier                                                                         | Vincent Landais                                                                  | Toyota GR Yaris Rally1                                                                                 | 07:45.1                                 | Thierry Neuville |
| 13. Nov. | 11:48 | WP18                                  | Ena City 2                            | 21,59 km                              | Craig Breen                                                                             | James Fulton                                                                     | Ford Puma Rally1                                                                                       | 17:42.1                                 | Thierry Neuville |
| 13. Nov. | 14:18 | WP19                                  | Asahi Kougen 2 (Power Stage)          | 7,52 km                               | 1. Craig Breen 2. Mauro Miele 3. Teemu Suninen 4. Thierry Neuville 5. Fabrizio Zaldivar | James Fulton Luca Beltrame Mikko Markkula Marijn Wydaeghe Marcelo Der Ohannesian | Ford Puma Rally1 Škoda Fabia Rally2 evo Hyundai i20 N Rally2 Hyundai i20 N Rally1 Hyundai i20 N Rally2 | 05:20.5 05:32.3 05:33.7 05:35.4 05:48.0 | Thierry Neuville |